# Zsigmond Villányi
Zsigmond Villányi (Hercegszántó, 1º gennaio 1950 – Göd, 13 gennaio 1995) è stato un pentatleta ungherese.

## Palmarès
In carriera ha conseguito i seguenti risultati:
- Giochi olimpici:

Monaco 1972: argento nel pentathlon moderno a squadre.
- Mondiali:

San Antonio 1971: argento nel pentathlon moderno individuale ed a squadre.
Mosca 1974: argento nel pentathlon moderno a squadre.